# هربرت ويلسون
هربرت ويلسون (27 يونيو 1881 - 15 مارس 1937)  (بالإنجليزية: Herbert Wilson)‏ هو لاعب كريكت بريطاني (وحمل سابقاً جنسية المملكة المتحدة لبريطانيا العظمى وأيرلندا).